# Meteorologický sloup Hranice
Meteorologický sloup Hranice, nazývaný také Historický meteorologický sloup v Hranicích na Moravě, je meteorologický sloup v křižovatce na ulici Sady Čs. legií v části Hranice I-Město města Hranice v okrese Přerov. Geograficky se také nachází na levém břehu řeky Bečva v geomorfologickém podcelku Bečevská brána v Olomouckém kraji na Moravě.

## Historie a popis
Zděný meteorologický sloup Hranice je jedním ze dvou zachovalých sloupů města. Je zapsanou nemovitou kulturní památkou jako součást městského parku (rejstř. č. 11842/9-38). Byl postaven v roce 1906 společně s blízkým silničním mostem přes Bečvu. Je orientován v pohledové (symetrické) ose sadů Čs. legií na jeho severozápadním konci. Původně byl vybaven dalšími kovovými prvky na koruně sloupu (orientační růžice, figurka žabky a kříž) dále meteorologickou aparaturou. K datu leden 2024 byla provedena jen částečná renovace.

## Galerie

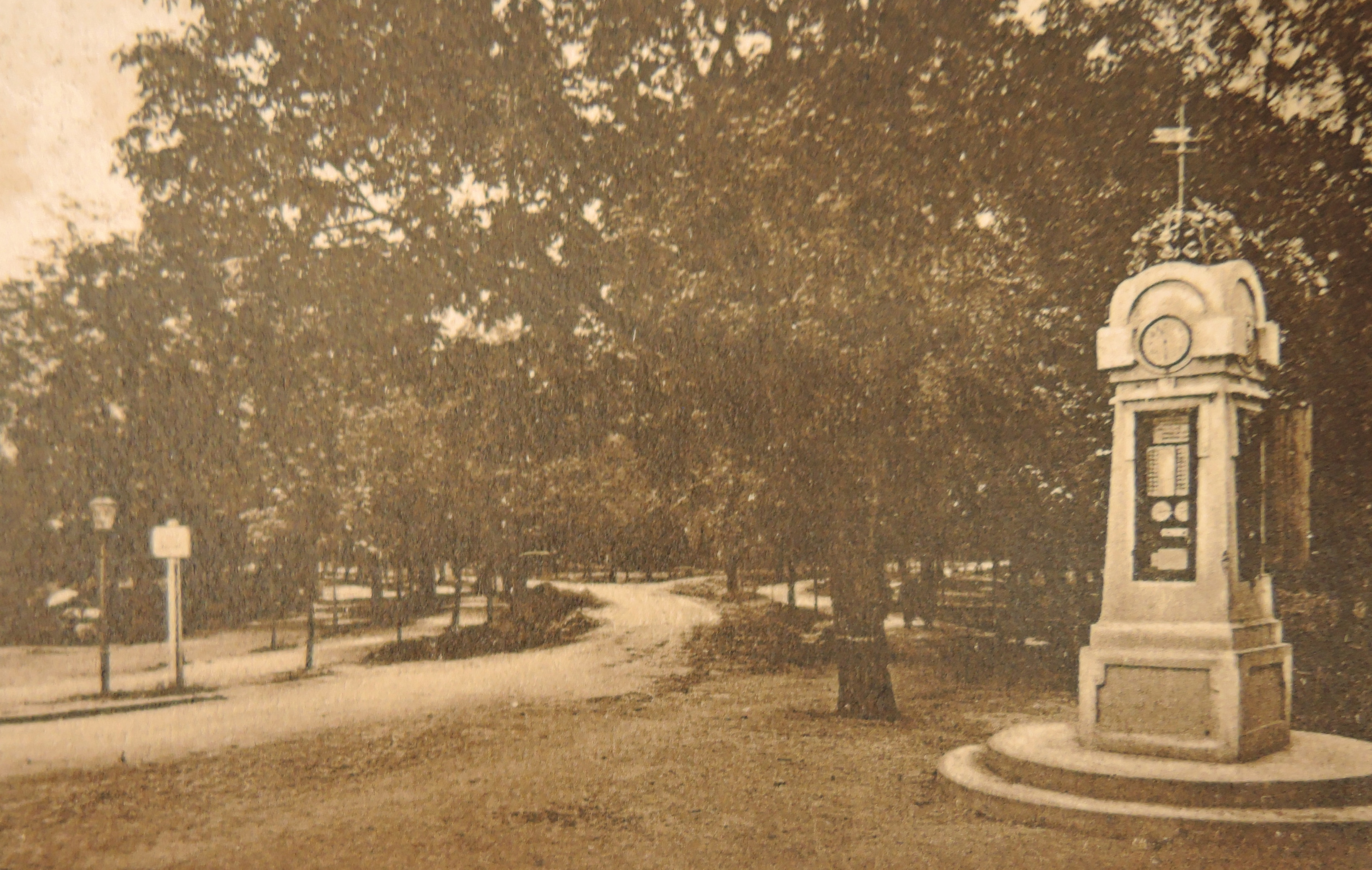
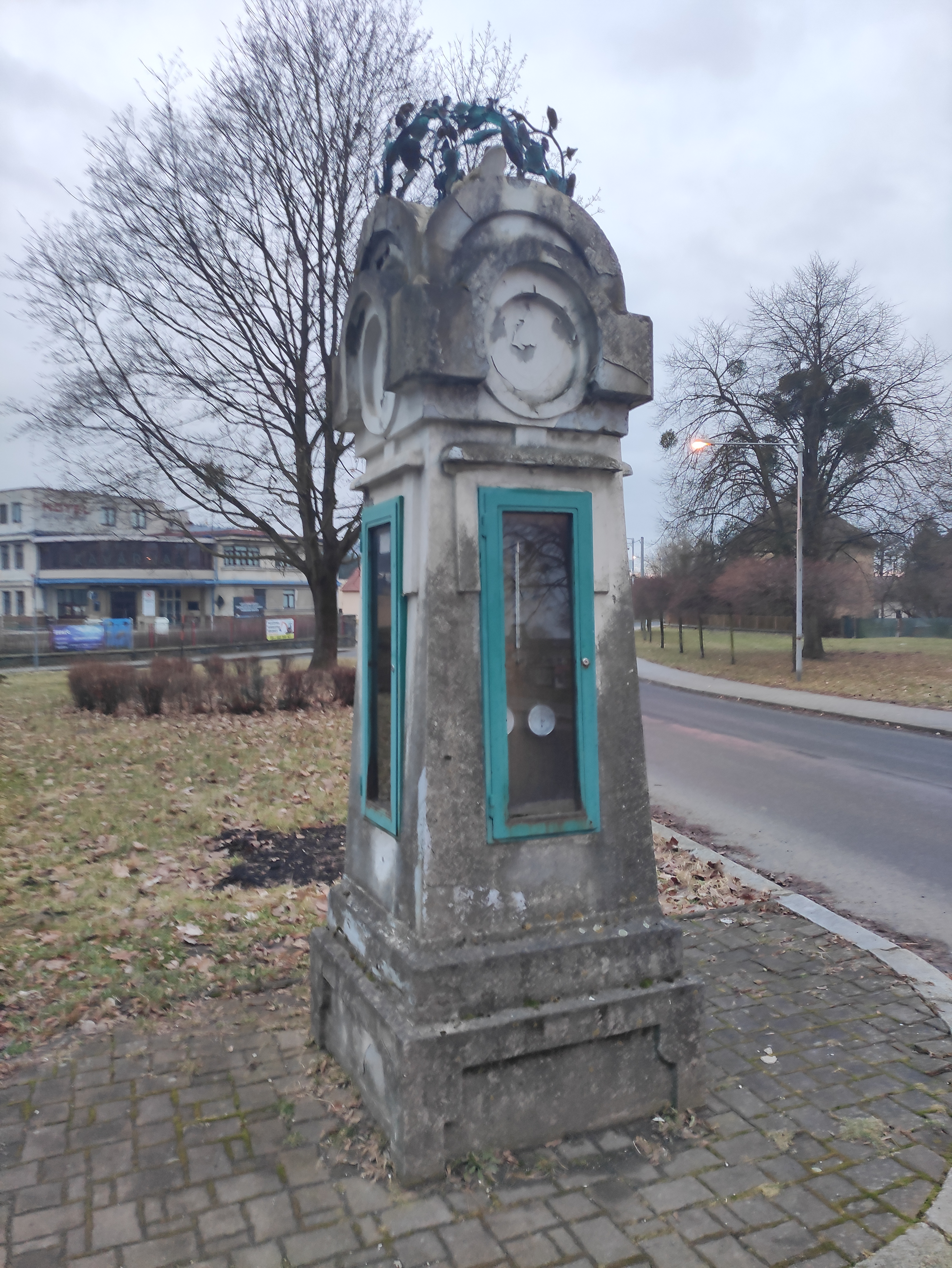
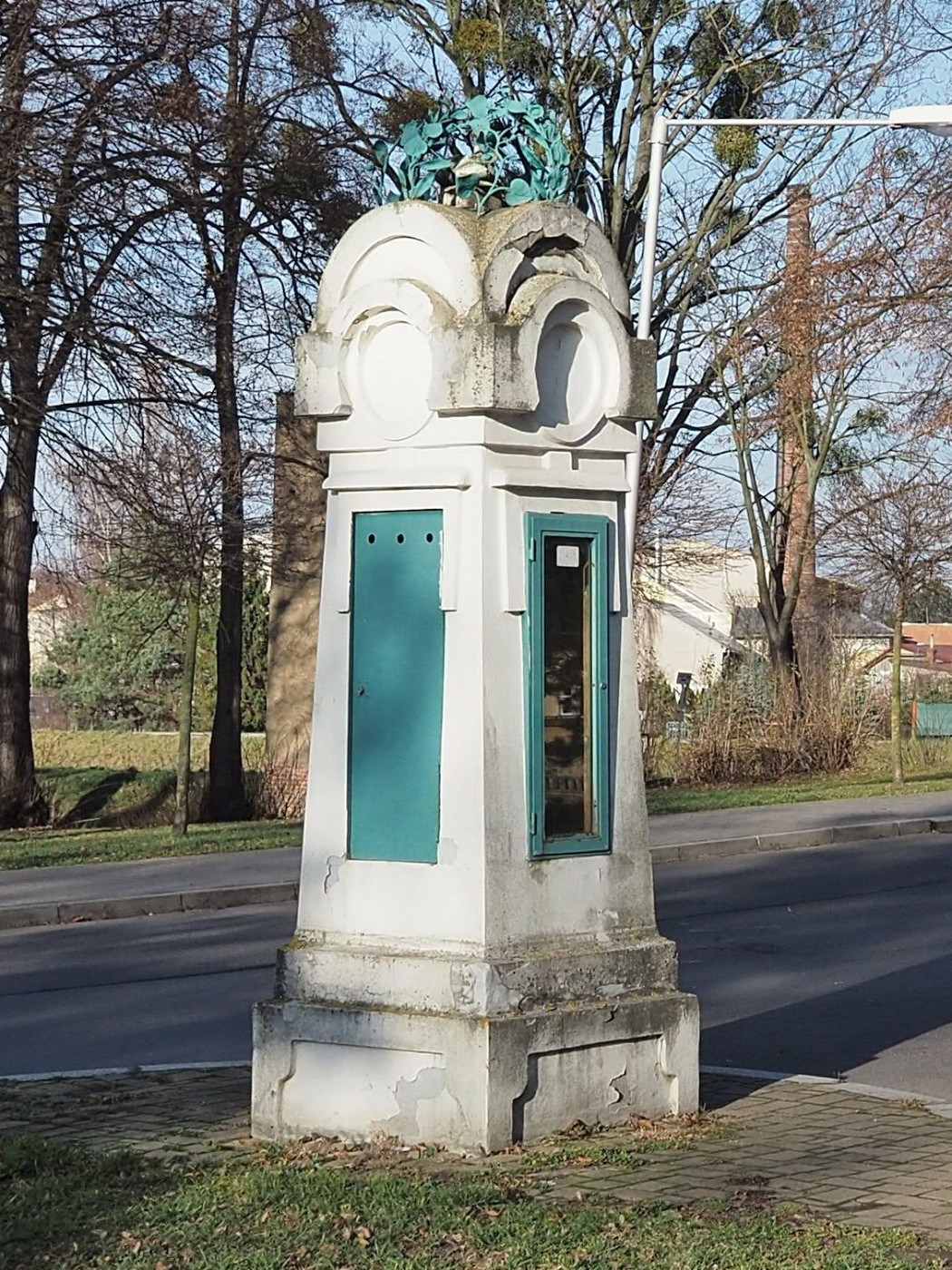